# أحمد الصاوي المالكي
أحمد بن محمد الصّاوي المالكي الخلوتي، (صا الحجر 1175 هـ/1761م - المدينة المنورة 1241 هـ/1825م)، فقيه مالكي، وصوفي على الطريقة الخلوتية.

## نبذة عن حياته
ولد في قرية صا الحجر الواقعة ما بين مدينتي دسوق وبسيون وتطل على نهر النيل - فرع رشيد بمديرية الغربية في مصر السفلى، وتوفي في المدينة المنورة. حفظ القرآن في بلده ثم انتقل سنة 1187 هـ إلى الجامع الأزهر في طلب العلم.

## مؤلفاته
- الأسرار الربانية والفيوضات الرحمانية على الصلوات الدرديرية.
- بلغة السالك لأقرب المسالك، وهي حاشية على الشرح الصغير لأقرب المسالك للشيخ أحمد الدردير في الفقه المالكي.
- حاشية على تفسير الجلالين.
- حاشية على شرح الخريدة البهية للشيخ أحمد الدردير.
- حاشية لشرح تحفة الإخوان في علم البيان.
- شرح منظومة الدردير لأسماء الله الحسنى.
- حاشية على جوهرة التوحيد للقاني .
- حاشية على أنوار التنزيل للبيضاوي .

## تلاميذه
- أحمد الششتي، المتوفي سنة 1235 هـ.
- الهاشمي الرتبي، المتوفي سنة 1240 هـ.
- يوسف بن محمد بن يحيى البطاح الأهدل الزبيدي، المتوفي سنة 1246هـ.
- أبو حامد العربي بن محمد الدفتي الفارسي، المتوفي سنة 1253 هـ.
- محمد بن حسين الكتبي الحنفي.
- محمد الكفراوي.
- أحمد محمد نصير.
- محمد البنا الحنفي، مفتي الحنفية.